# Swiss Open Gstaad 1978
Lo Swiss Open Gstaad 1978 è stato un torneo di tennis giocato sulla terra rossa. È l'64ª edizione dell'Swiss Open, che fa parte del Colgate-Palmolive Grand Prix 1978. Si è giocato a Gstaad in Svizzera, dal 10 al 16 luglio 1978.

## Campioni

### Singolare
Guillermo Vilas ha battuto in finale  José Luis Clerc con il punteggio di 6–3, 7–6, 6–4

### Doppio
Mark Edmondson /  Tom Okker hanno battuto in finale  Bob Hewitt /  Kim Warwick con il punteggio di 6–4, 1–6, 6–1, 6–4